# 公家侍秘録
『公家侍秘録』（くげさむらいひろく）は、高瀬理恵による日本の漫画。小学館の雑誌『ビッグコミック』および『ビッグコミック増刊号』にて1997年から2009年まで不定期で掲載された（単行本第七集まで収録分）。高瀬はその後、『江戸の検屍官』（原作：川田弥一郎）を『ビッグコミック』で不定期連載したが（2010年 - 2018年）、その間にも2012年に同誌で本作が短期連載された（単行本未収録）。その後、本作は『COMIC魂』（はちどり発行、主婦の友社発売）へ移籍し、2019年3月号に1話が掲載された（単行本未収録）。不定期連載の予定であったが、以後の掲載がないまま同誌は2020年3月号をもって休刊となった。

## 概要
江戸時代後期の京都で少禄の公家・日野西家に仕える凄腕の青侍・天野守武を主人公にした漫画で、主人である日野西晴季やその一人娘の薫子とのドタバタ劇を交えつつ、京都で起こる様々な事件を守武らの活躍で解決する物語である。守武は日野西家に伝わる名刀・粟田口久国の守役「刀守り（かたなもり）」であり、初期には貧乏公家と侮って粟田口久国を狙う幕臣、諸大名家に仕える武士や商人たちとの暗闘が主要なテーマであったが、その後は守武の腕を見込んで日野西家主従の許に持ち込まれる事件、あるいはたまたま主従が遭遇する事件（他家の守役や守役崩れが絡んだ事件などもある）に守武らが関わっていくというのが主なストーリーになっている。エピソードは1話完結または前後編などの短い続き物である（続き物は『ビッグコミック』本誌掲載時のみ）。
高瀬が本作以前に『ビッグコミック増刊号』で不定期連載していた『首斬り門人帳』（1995年 - 1998年、2002年）に1回限りで登場した「刀守り」の青侍が主人公となっており（ただし細部で設定が変更されている）、本作はそのスピンオフ作品ともいえる。さらに本作からのスピンオフ作品として、斎之介と千香の夫婦が主役（日野西家主従は登場しない）の『表具屋夫婦事件帖』が『ビッグコミック1』（ビッグコミックオリジナル増刊）に2006年から2009年まで連載された。
時系列などは作中において厳密になっていないが、単行本第一集第二話において「西の丸老中の水野忠邦」に言及するくだりがある点と、また実在の人物である千種有功（1796年 - 1854年）が壮年の姿で登場する点を合わせて考えると、水野が西の丸老中に就任した1828年から本丸老中に任ぜられる1834年までの時代の話であると推定できる。

## 主な登場人物
天野守武（あまの もりたけ）
主人公。日野西家に代々仕える青侍。貧乏な日野西家における唯一人の家人として、家中の雑用から生活費を捻出するための内職までこなしている。しかしその実態は、日野西家に代々伝わる粟田口久国の名刀を守る「刀守り」であり、京八流の剣術に加えて隠密の術にも長けた凄腕の剣客である。ひとたび事件が起きれば、その技量を生かして事件解決に奔走する。
上述のように『首斬り門人帳』に同名の人物が登場するが、『門人帳』では日野西家の姫の縁談と事件とがかかわっており、両作品が連続しているとするならば、時系列的には『門人帳』の方が後のエピソードということになる。
日野西晴季（ひのにし はるすえ）
守武の主人。近衛家支流日野西家の当主で従四位。無役のため生活は苦しく、当主の彼自身もかるたの製作や代筆業の内職で稼いでいる。また参内の必要がないため、ひげ剃りも数日に一度しか行わず、普段は無精ひげを伸ばしている。しかし公家としての矜持は高く、家宝の粟田口久国を売ってほしいとの申し出には決して応じない。
日野西薫子（ひのにし かおるこ）
晴季の娘。子供っぽくわがままな性格であり、公家の誇りや風雅よりも食べ物や金銭に執着する即物的で現金な振る舞い（色気より食い気という年頃でもある）で、晴季や守武を悩ませている。しかしその分、行動力は並外れており、町人風に装って遊里を覗きに行くなど、公家の姫らしからぬ冒険に乗り出すことも。母親とは幼い頃に死別しているため、あまりよく覚えていない。
高丘千香（たかおか ちか）
日野西家とかつて親交のあった高丘家の娘で、薫子の年長の幼馴染。高丘家の下女を母とする妾腹の姫である。父が病気になり、薬代を工面するために女郎屋に身売りしたが、父が亡くなると、腹違いの妹を疎んでいた跡継ぎの兄に見捨てられてしまう。後に斎之介が身請け金を返済し、彼と夫婦になった。
『表具屋夫婦事件帖』では斎之介とともに主人公を務める。
斎之介（いつきのすけ）
高丘家の青侍。そして同家が所有する藤原定家直筆の断簡を守る「古筆守り」でもあった。当代の主が古筆を叩き売ってしまったため、高丘家を辞して武士の身分も捨て、古筆守りの一環として覚えた技術を生かして表具師に転じる。
『表具屋夫婦事件帖』では千香とともに主人公を務める。
千種有功（ちぐさ ありこと）
実在の人物。公家ながら自ら刀を鍛えるほどの刀剣愛好家。ある事件で近衛家を通じて守武に仕事を依頼したのをきっかけに、刀剣がらみの事件などで何度か登場する。

## 単行本
- 小学館 ビッグコミックス
  - 第一集 （2000年2月発売） ISBN 978-4091855619
  - 第二集 （2001年6月発売） ISBN 978-4091855626
  - 第三集 （2002年12月発売） ISBN 978-4091855633
  - 第四集 （2004年4月発売） ISBN 978-4091855640
  - 第五集 （2005年11月発売） ISBN 978-4091855657
  - 第六集 （2007年9月発売） ISBN 978-4091815897
  - 第七集 （2009年8月発売） ISBN 978-4091825865
- 小学館 My First BIG SPECIAL
  - 刀守り（2018年6月1日発売） ISBN 978-4091188687
  - 古筆守り（2018年7月6日発売） ISBN 978-4091188892
  - 百世の守（2018年8月3日発売） ISBN 978-4091172112
傑作選であるが、各巻に短い描き下ろしも収録されている。『刀守り』には『首斬り門人帳』から上述の一編も収録されている。

### 関連作品
- 表具屋夫婦事件帖 （2009年2月発売） ISBN 978-4091824554
- 首斬り門人帳
  - ビッグコミックススペシャル版 （1998年8月発売） ISBN 978-4091857019
  - 新装版（ビッグコミックス） （2003年3月発売） ISBN 978-4091857026
    - 収録作は両版で一部異なるが、「刀守り」はどちらにも含まれる。

  - 豪の剣 闘の剣 時代劇傑作選（リイド社 SPポケットワイド、2014年8月発売） ISBN 978-4845845934
    - 全作収録、他に読切2編も収録。